# DR-Kleinlokomotive Leistungsgruppe I

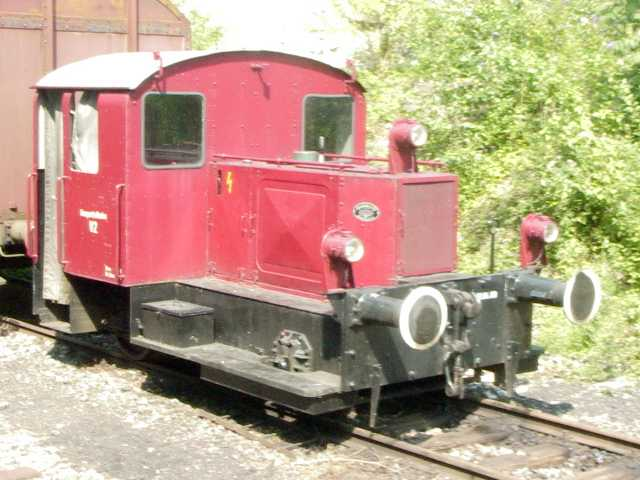
Kleinlokomotive der Einheitsbauart 1936 bei der Hespertalbahn (Kö 0281 / DB 311 281)

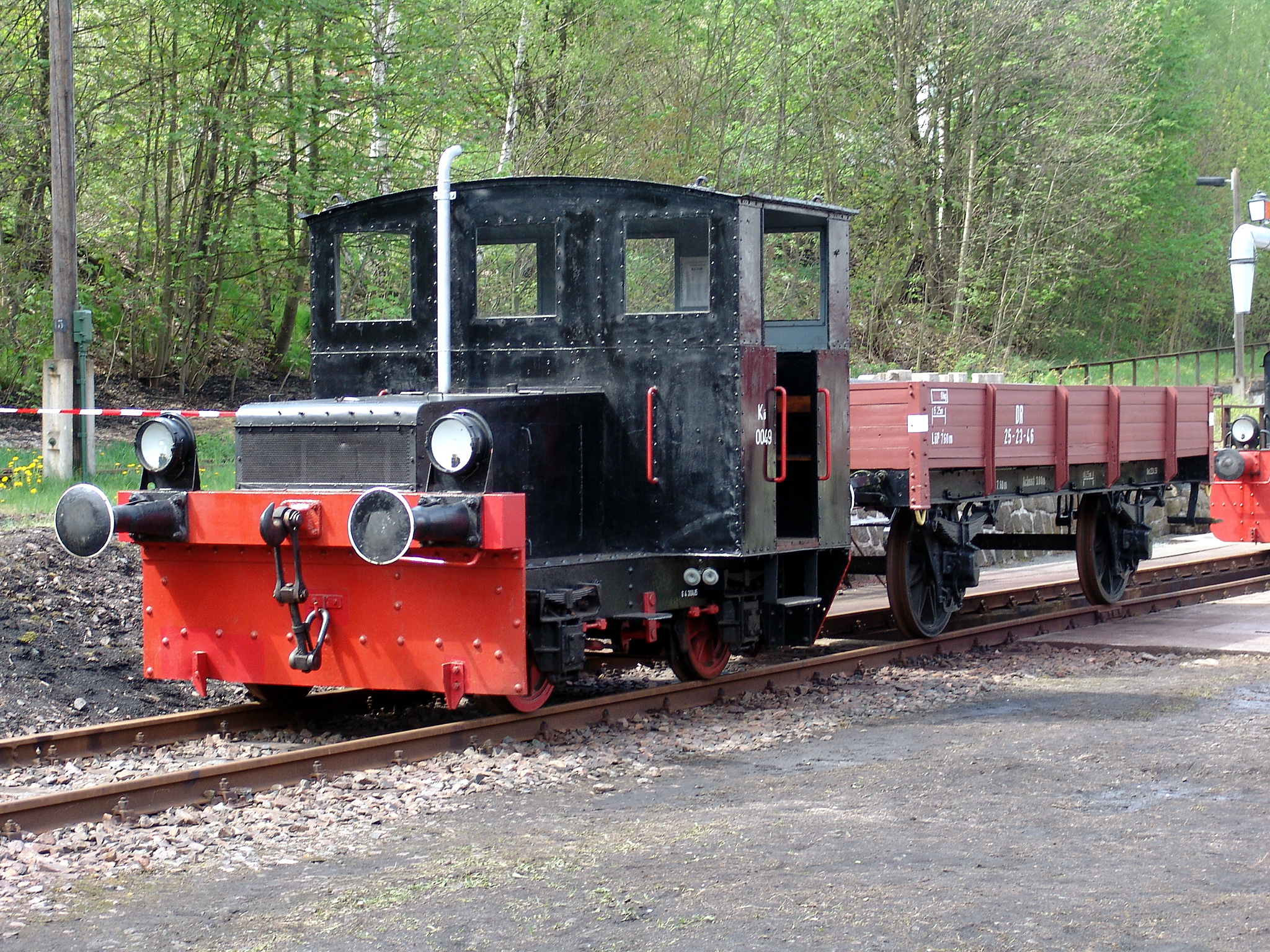
Kleinlokomotive Kö 0049 von Jung Bj. 1933 im Eisenbahnmuseum Schwarzenberg (2005)

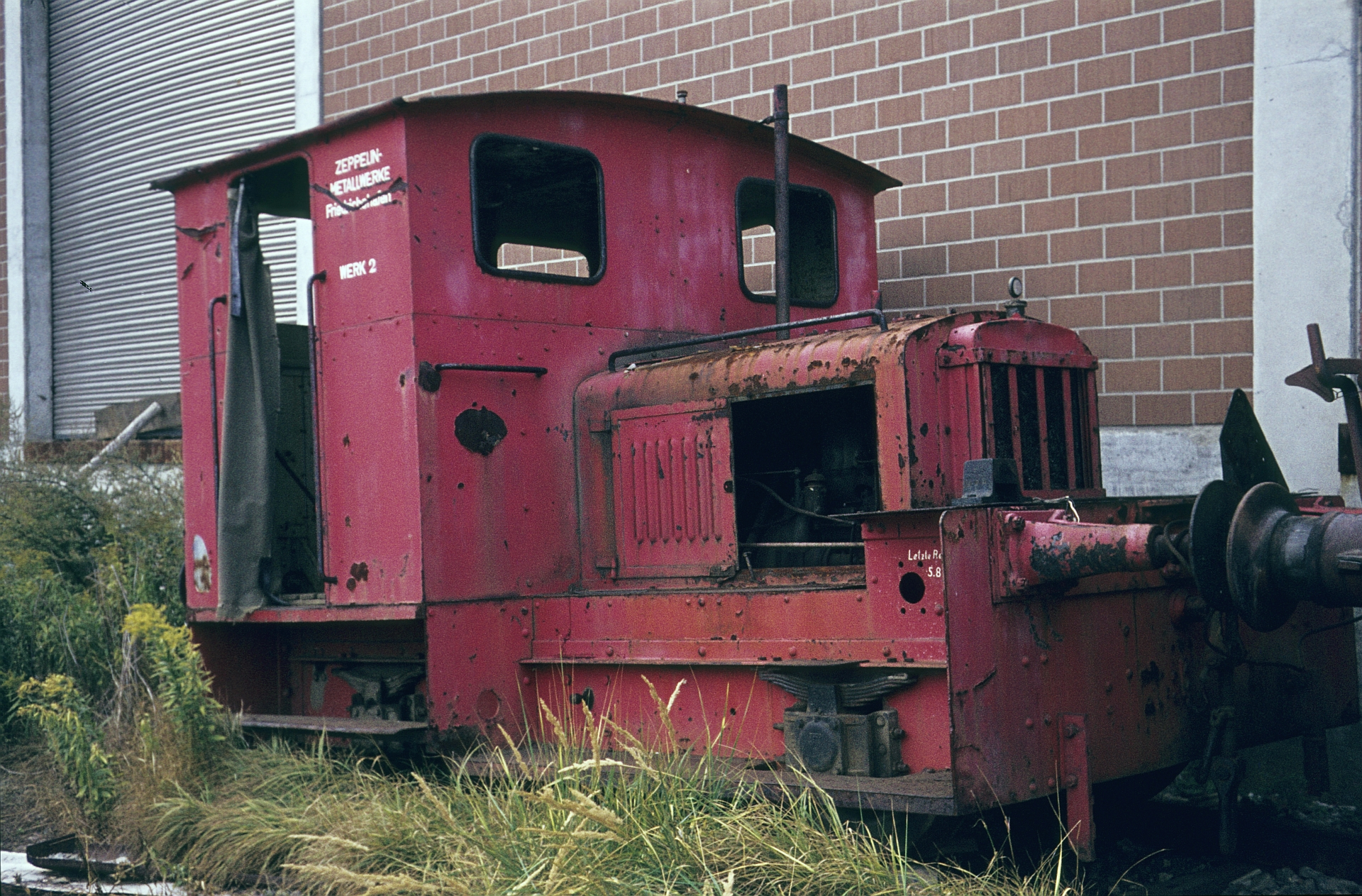
Kleinlokomotive Kö 0060 vom Hersteller Gmeinder, Bj. 1934

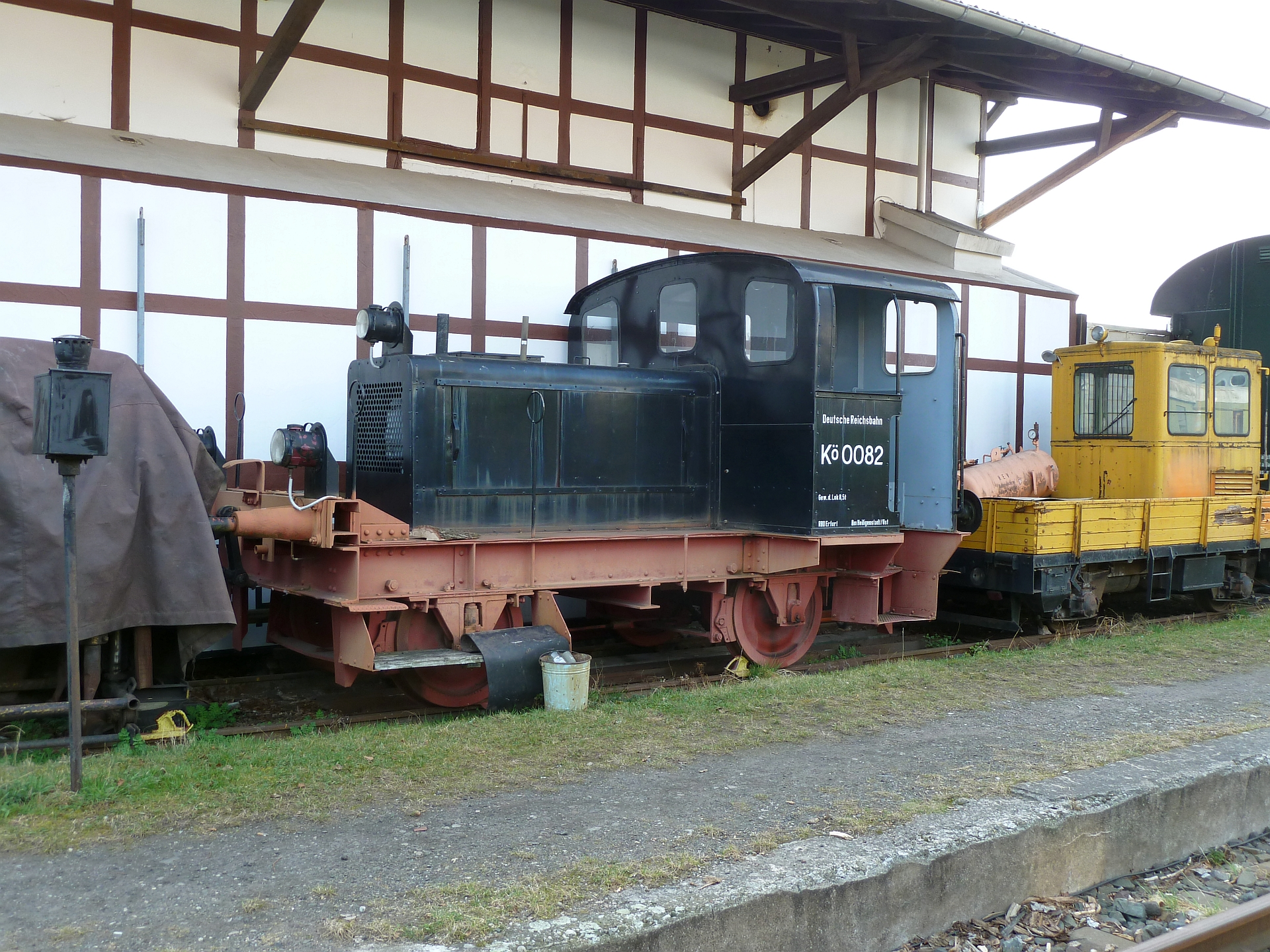
Kleinlokomotive Kö 0082 von Hersteller Windhoff, Bj. 1934

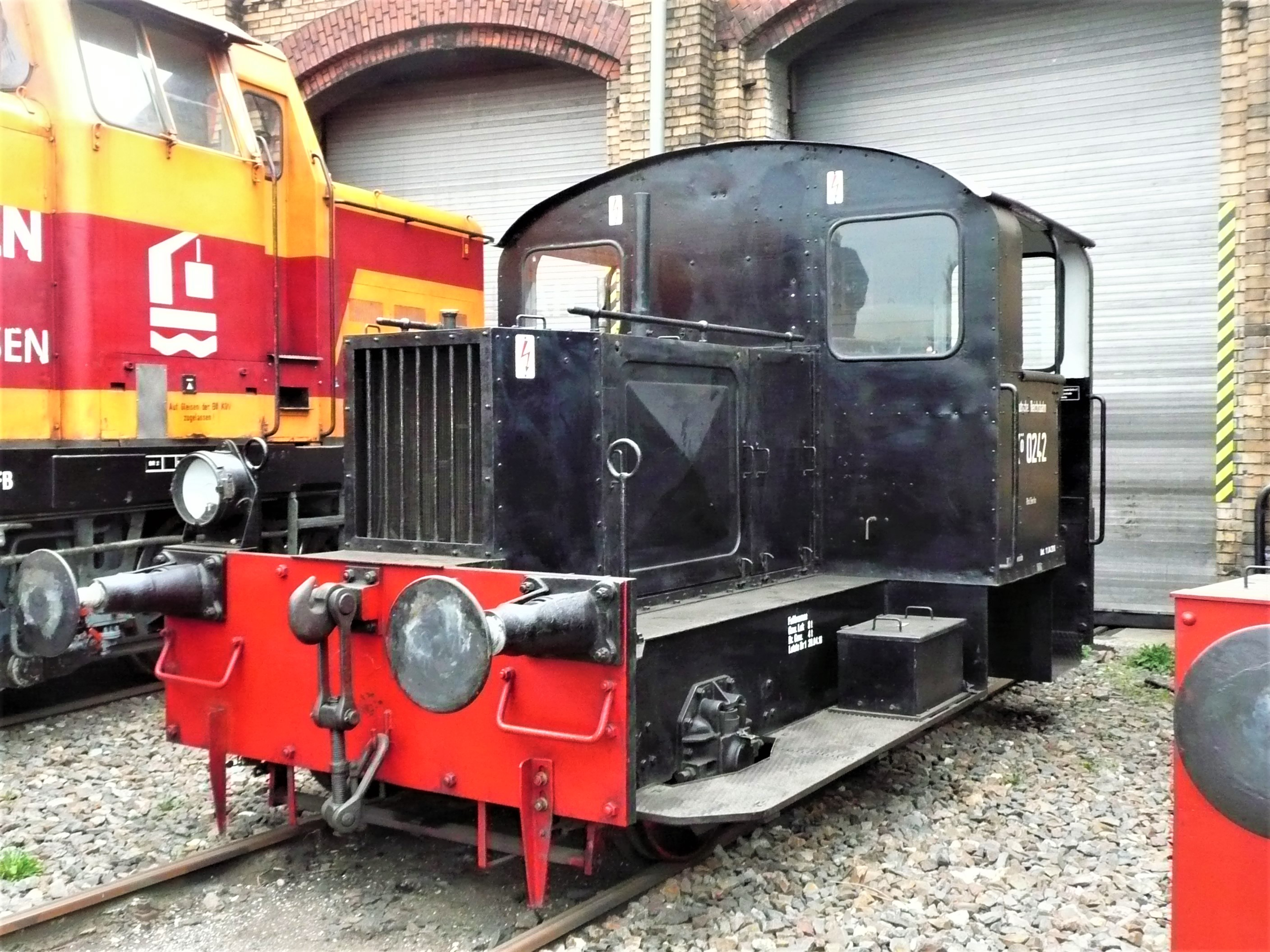
Kleinlokomotive Kö 0242 Bj. 1936 von Windhoff im Bahnbetriebswerk Berlin-Schöneweide (2019)

Kleinlokomotiven der Leistungsgruppe I wurden als Kleinlokomotiven mit geringem Gewicht und geringer Antriebsleistung (bis 39 PS / 28,6 kW) von der Deutschen Reichsbahn-Gesellschaft (DRG) für leichte Rangieraufgaben ab 1930 angeschafft. Diese Rangierlokomotiven mit Verbrennungsmotoren waren nur für den Einsatz auf Bahnhöfen vorgesehen und sollten diese Bahnanlage auch nicht verlassen.
Für die Kennzeichnung von Kleinlokomotiven wurde 1931 von der DRG der Stammbuchstabe K eingeführt, diesem folgte ein Index für den verwendete Antriebsart: b (Benzol) stand für Antrieb durch Vergasermotor und ö (Öl) für Antrieb durch Dieselmotoren. Die Kleinlokomotiven wurden aufgrund der geringen Motorleistung der „Leistungsgruppe I“ zugeordnet und erhielten den Nummernbereich von 0001 bis 3999. Da nur sehr wenige Lokomotiven mit Vergasermotoren (Kb) ausgeliefert wurden, wurde die Bezeichnung Kö I, K=Kleinlokomotive, ö=Dieselmotor, Leistungsgruppe I, am gebräuchlichsten. Bei der Deutschen Bundesbahn wurden sie ab 1968 als Baureihe 311 geführt und bei der Deutschen Reichsbahn 1970 als Baureihe 100.0.

## Geschichte
Nachdem die Deutsche Reichsbahn-Gesellschaft 1925 zunächst einige Versuchslokomotiven beschafft hatte, gliederte sie die weitere Kleinlokomotiven-Beschaffung ab 1931 in zwei Leistungsgruppen: die Leistungsgruppe I (Lg I) für Kleinlokomotiven mit einer Motorleistung bis 39 PS, für Rangiereinsätze auf kleinen Bahnhöfen unter einfachen Bedingungen, mit einer maximalen Geschwindigkeit von 30 km/h, sowie die Leistungsgruppe II für Kleinlokomotiven mit einer Motorleistung von 40 PS bis höchstens 150 PS.
Die beiden ersten DRG Kleinlokomotiven der Lg I waren die von der Fürst-Stolberg-Hütte zu Ilsenburg gelieferten V 6016 und V 6017 mit Dieselmotoren, Bauart B-dm, wobei das "V" für Verbrennungslokomotiven stand. Aufgrund des neuen Bezeichnungsschemas von 1931 wurden sie in die Leistungsgruppe I eingeordnet und als Kö 0001 und Kö 0002 geführt. Beide Lokomotiven bewährten sich wegen vieler Mängel aber nicht und wurden schon 1932 ausgemustert.
Während die DRG schon 1931 für die Lokomotiven der Leistungsgruppe II einige Abmessungen vorgab, bestellte sie in der Leistungsgruppe I von 1931 bis 1932 zunächst die vom Hersteller angebotenen Kleinlokomotiven, wie sie für Werkbahnen im Programm waren, um den Beschaffungspreis niedrig zu halten. Diese Versuchs- und Vorauslokomotiven wurden in kleinen Serien von Arnold Jung Lokomotivfabrik, Orenstein & Koppel, Windhoff Bahn- und Anlagentechnik und Gmeinder & Co. geliefert und als Kö bzw. Kb 0003–0027 eingereiht. In diesem Nummernkreis befand sich auch je ein Einzelstück der Firma Breuer Werk AG  und der Firma Smoschewer.
In den folgenden zwei Jahren 1933 und 1934 kamen aufgrund der bisher gesammelten Erfahrungen im Rahmen eines ersten Beschaffungsprogramms zur Kö I
mit den Rangierlokomotiven Kö 0028–0104 überwiegend nur noch die Firmen Gmeinder und Windhoff zum Zuge.
Lediglich Kö 0042–Kö 0049 lieferte die Firma Jung.  Mit der Nummer Kö 0080 kam aus dem Hause Gmeinder ein erstes Muster der Einheitsbauart 1934.
Alle Fahrzeuge hatten eine mechanische Kraftübertragung und Kettenantrieb mit oder ohne Blindwelle. Sie mussten den Bestimmungen der Eisenbahn-Bau- und Betriebsordnung nicht vollumfänglich entsprechen und durften die Bahnhöfe nicht verlassen, da sie zu leicht waren um Schienenkontakte zuverlässig auszulösen. Die Achsfolge der Kleinlokomotiven der Lg I waren: B-dm oder B-bm, B=zwei angetriebene Achsen, Treibstoff: d = Diesel, b = Benzol, Kraftübertragung: m = mechanisch.

## Einheitbauarten
Erst als sich zeigte, dass auch der Einsatz der Lokomotiven der Leistungsgruppe I wirtschaftlich war, entwickelte die Arbeitsgemeinschaft Motor-Kleinlokomotiven eine Einheitsbauart für die DRG.
Diese „Einheitsbauart 1934“ wurde stark an die letzten Lieferungen von Gmeinder angelehnt, wobei sich als dritter Hersteller die Maschinenfabrik Eßlingen an der Produktion beteiligte. Dabei wurden alle Bauteile der Kleinlokomotive, außer den Dieselmotoren, standardisiert. Der Bedienerstand der Lokomotiven war seitlich offen, alle Bedienelemente waren auf beiden Seiten der Lok angeordnet. Um die Beschaffungskosten im Vergleich zu den Kleinlokomotiven der Leistungsgruppe II möglichst niedrig zu halten, wurde der Rahmen durchgehend in derselben Höhe durchgezogen. Die Seitenbleche des Außenrahmens hatten eine Stärke von nur 10 mm. Die Räder waren als Schalenhartgußräder ohne Radreifen ausgeführt und die Achswelle in einfachen Gleitlagern geführt. Die Kleinlokomotiven besaßen Puffer und eine sehr einfache Rangierkupplung, die selbsttätig gekuppelt und durch einen Fußhebel gelöst werden konnte. Die Kraftübertragung erfolgte vom mittig montierten Rädergetriebe mit einfachen Rollenketten auf beide Achsen. Die Lokomotiven besaßen lediglich eine Fußhebelbremse und keine Druckluftbremse. Im Durchschnitt lag das Gewicht bei etwa 8 t.
Bereits 1935 folgte die Weiterentwicklung der Bauart zur „verstärkten Einheitsbauart 1935“. Die Kleinlokomotiven erhielten einen deutlich verstärkten Rahmen und stärkere Motoren. Durch das höhere Gewicht von etwa 10 t durften diese Lokomotiven auch die Bahnhöfe verlassen.
Die Entwicklung der Kleinlokomotiven der Leistungsgruppe I endete mit der Einführung der „verstärkten Einheitsbauart 1936“, wobei nur das Getriebe verbessert wurde und Komponenten wie die Achswellen, die Getriebelagerung und die Tragfedern. Sämtliche Kleinlokomotiven dieser Bauart wurden von Gmeinder & Co gebaut.
Um heimische Treibstoffe verwenden zu können, wurden ab 1942 bis 1945 viele Lokomotiven umgerüstet und mit Flüssiggas betrieben. Nach dem Zweiten Weltkrieg wurden die Lokomotiven jedoch bald wieder auf Dieselbetrieb zurückgebaut.

### Technische Daten
| DRG - Kleinlokomotiven der Einheitsbauart Leistungsgruppe I | DRG - Kleinlokomotiven der Einheitsbauart Leistungsgruppe I | DRG - Kleinlokomotiven der Einheitsbauart Leistungsgruppe I | DRG - Kleinlokomotiven der Einheitsbauart Leistungsgruppe I |
|                                                             | Einheitsbauart 1934                                         | verstärkte Einheitsbauart 1935                              | verstärkte Einheitsbauart 1936                              |
| ----------------------------------------------------------- | ----------------------------------------------------------- | ----------------------------------------------------------- | ----------------------------------------------------------- |
| Nummerierung:                                               | Kö 0080, 0105 bis 0184                                      | Kö 0185 bis 0244                                            | Kö 0245 bis 0289                                            |
| Hersteller:                                                 | Gmeinder, Windhoff, Esslingen                               | Gmeinder, Windhoff, Esslingen                               | Gmeinder                                                    |
| Baujahr(e):                                                 | 1934–35                                                     | 1935–36                                                     | 1936–38                                                     |
| Ausmusterung:                                               | 1945 bis 1989                                               | 1945 bis 1989                                               | 1945 bis 1989                                               |
| Achsformel:                                                 | B (zwei angetriebene Achsen)                                | B (zwei angetriebene Achsen)                                | B (zwei angetriebene Achsen)                                |
| Spurweite:                                                  | 1.435 mm                                                    | 1.435 mm                                                    | 1.435 mm                                                    |
| Länge über Puffer:                                          | 5.475 mm                                                    | 5.575 mm                                                    | 5.575 mm                                                    |
| Höhe:                                                       | 3.005 mm                                                    | 3.005 mm                                                    | 3.025 mm                                                    |
| Breite:                                                     | 2.960 mm                                                    | 2.960 mm                                                    | 2.962 mm                                                    |
| Gesamtradstand:                                             | 2.500 mm                                                    | 2.506 mm                                                    | 2.506 mm                                                    |
| Kleinster befahrbarer Halbmesser:                           | 50 m                                                        | 50 m                                                        | 50 m                                                        |
| Gewicht:                                                    | etwa 8 t                                                    | etwa 10 t                                                   | etwa 10 t                                                   |
| Höchstgeschwindigkeit:                                      | 18 bis 23 km/h                                              | 18 bis 23 km/h                                              | 18 bis 23 km/h                                              |
| Leistung:                                                   | 18 bis 22 kW (24–30 PS)                                     | 26 bis 28 kW (35–39 PS)                                     | 26 bis 28 kW (35–39 PS)                                     |
| Treibraddurchmesser:                                        | 850 mm                                                      | 850 mm                                                      | 850 mm                                                      |
| Brennstoffvorrat:                                           | 56 l Diesel                                                 | 56 l Diesel                                                 | 56 l Diesel                                                 |
| Motorentyp:                                                 | wassergekühlte oder luftgekühlte Dieselmotoren              | wassergekühlte oder luftgekühlte Dieselmotoren              | wassergekühlte oder luftgekühlte Dieselmotoren              |
| Leistungsübertragung:                                       | mechanisch (schaltbares Rädergetriebe, Rollenketten)        | mechanisch (schaltbares Rädergetriebe, Rollenketten)        | mechanisch (schaltbares Rädergetriebe, Rollenketten)        |
| Lokbremse:                                                  | Fußhebelbremse, keine Druckluftbremse                       | Fußhebelbremse, keine Druckluftbremse                       | Fußhebelbremse, keine Druckluftbremse                       |

## Einsatz
Viele Fahrzeuge der Kleinserien aus den Jahren bis 1932 schieden nach wenigen Betriebsjahren bis Ende der 1930er wegen des hohen Schadbestandes, oder Schwierigkeiten
bei der Ersatzteilbeschaffung aus dem regulären Dienst aus, oder wurden allenfalls noch als Geräte im Verschub innerhalb von Werken weiter betrieben.
In diesen Diensten waren sie teilweise bis in die 1960er Jahre bei der Deutschen Bundesbahn und der Deutschen Reichsbahn im Einsatz.
Die Maschinen aus den Baujahren 1933 und 1934 waren dem gegenüber viele Jahre in ihrem geplanten und angestammten Einsatzgebiet, dem Verschub auf
kleineren Bahnhöfen und der Bedienung von Anschlussgleisen für die Verladung, in Dienst. Insbesondere die Lieferungen aus dem Hause Gmeinder waren in Staatsbahndiensten
und anschließend, verkauft an private Werksbahnen, bis in die 1970er Jahre im Einsatz. Die letzten zwei Fahrzeuge aus den Lieferungen bis 1933
– Kö 0028 (Gmeinder) und Kö 0049 (Jung) – erlebten sogar noch die Jahrtausendwende.

## Nach 1945
Die Deutsche Bundesbahn musterte bis 1963 die Kleinlokomotiven der Firmenbauarten und die der Einheitsbauart 1934 aus. Die restlichen Kleinlokomotiven vereinheitlichte sie von 1954 bis 1962, dabei erhielten die Lokomotiven den stärkeren luftgekühlten 50 PS-Motor Deutz F4L514. Aufgrund dieser Leistungssteigerung wurde das Nummernschema abgeändert – nunmehr wurden Lokomotiven mit einer Leistung bis 50 PS in die Leistungsgruppe I eingeordnet. Die Kleinlokomotiven der Leistungsgruppe I wurden dennoch von den Kleinlokomotiven der Leistungsgruppen II und III verdrängt. Durch den Rückgang des Stückgutverkehrs wurden bei der DB in den 1960er und 1970er Jahren viele Lokomotiven ausgemustert. Die Lokomotiven der verstärkten Einheitsbauarten 1935 und 1936 mit den Nummern zwischen 0185 und 0281 wurden zum 1. Januar 1968 aufgrund der neuen Nummernbezeichnung zur Baureihe 311.
Bei der Deutschen Reichsbahn wurden nur die Motoren der Kleinlokomotiven vereinheitlicht, ansonsten gab es nur geringfügige Umbauten. In den 1970er Jahren wurden ebenfalls die meisten der Lokomotiven ausgemustert, die verbliebenen Kleinlokomotiven gehörten nun zur Baureihe 100.0. Einen Teil der Ausmusterungen deklarierte man offiziell als Umbau, tatsächlich wurde jedoch im Raw Dessau eine neue Lokomotive der Leistungsgruppe II gebaut.

## Verbleib
Einzige erhaltene Kö I der Ursprungsbauart von Gmeinder ist die Kö 0099 im Technikmuseum Prora bei Binz auf Rügen, während aus den Serien von Windhoff noch zwei Loks existieren: Kö 0073 (betriebsfähig) im Eisenbahnmuseum Dresden-Altstadt und Kö 0082 beim Heiligenstädter Eisenbahn-Verein.
Als Denkmal-Lok erhalten ist Kö 0278 in Neustadt an der Aisch.
Einige der Maschinen sind heute noch in ihrer Ursprungsbauart erhalten und bei Museumsbahnen im Einsatz. So zum Beispiel:
- Kö 0049 im Eisenbahnmuseum in Schwarzenberg/Erzgeb.
- Kö 0128 der AG Märkische Kleinbahn in Berlin
- Kö 0186 ist in den Galerien für Kunst und Technik in Schorndorf ausgestellt.
- Kö 0211 ist bei Eisenbahnsonderfahrten Sauren in Aufarbeitung
- Kö 0225 bei den Bielefelder Eisenbahnfreunden
- Kö 0242 der Dampflokfreunde Berlin erhalten
- Kö 0260 der Berliner Eisenbahnfreunde erhalten
- Kö 0281 als V2 bei der Hespertalbahn